# La Cañada (Paterna)
La Cañada (en valenciano la Canyada o la Canyada dels Pins C.P. 46182) es una localidad perteneciente al municipio de Paterna (Valencia, España), conformada principalmente por casas que antes eran utilizadas sólo en verano, pero hoy en día están habitadas todo el año. Su población censada en 2023 era de 12 433 habitantes (INE), siendo el segundo núcleo urbano del municipio, por detrás de la capital municipal.

## Geografía física
Limita al oeste con el bosque de La Vallesa y la urbanización homónima y al este con el Polígono Industrial Fuente del Jarro, del que la separa la autopista A-7.

## Historia

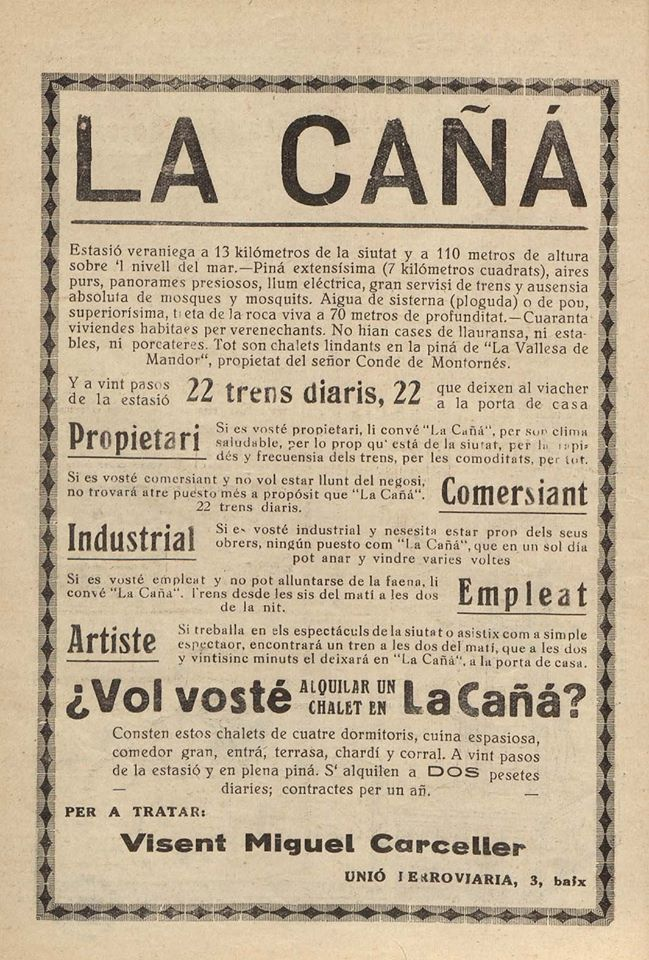
Anuncio en El Fallero de las primeras promociones en La Cañada (fechado en 1934).

En la zona de La Cañada se habían venido construyendo casas de veraneo desde el siglo xix. El asentamiento se vio favorecido con la creación del ferrocarril de la línea Valencia-Liria (inaugurado el 22 de abril de 1888), si bien su verdadera promoción fue a principios del siglo xx de la mano de Vicent Miquel Carceller.
En torno a la estación (actualmente con servicio de la línea 2 de MetroValencia) se creó una gran plaza, donde posteriormente se levantaron la iglesia y el centro de salud, y donde comenzó a brotar una zona comercial. Se trata de una de las zonas residenciales y de veraneo más antiguas y mayores del área metropolitana de Valencia.

## Demografía
El crecimiento demográfico de La Cañada fue relativamente lento en un primer momento, probablemente debido al hecho de que en origen los chalés construidos en la zona eran segundas residencias que se han ido convirtiendo en primeras residencias. Así, en 1981 eran solo 1445 los habitantes censados, mientras que en 2000 ya eran 8194 y en 2016, 11 257.

## Transporte
En el centro de La Cañada está la estación de La Canyada de la línea 2 de MetroValencia y, algo más al oeste, la estación de La Vallesa. Además, por La Cañada circula la línea 140 de autobuses de los MetroBus (operada por Edetania Bus), que comunica El Plantío y el casco urbano de Paterna con la de Valencia.

## Patrimonio
- Iglesia del Cristo de la Fe (Església del Crist de la Fe): se levanta cerca de la estación de metro, cerrando la plaza de la estación por el oeste.[8] Se abre a una replaceta vallada, en terrenos cedidos por la familia Trénor.[8] La fachada tiene tres puertas, un panel de cerámica relativo al Cristo de la Fe y remata en espadaña.[8] El interior es de nave rectangular con techo plafonado. Presenta un coro a los pies y galería corrida.[8] La cabecera del templo linda con la casa abadía, que se construyó algunos años después, en 1950.[8]

## Urbanismo
En la zona más antigua de la urbanización, cerca de la estación de metro, se concentra una cierta cantidad de edificios de viviendas, que le dan un cierto aspecto urbano. En sus cercanías se levantaron primero la iglesia y posteriormente el mercado, convertido más adelante en centro de salud, en un retazo de pinada de forma vagamente triangular que se conserva a modo de parque. El resto del asentamiento sigue un ordenamiento típico de urbanización, con calles rectas y anchas que conforman manzanas cuadradas en torno a pequeñas agrupaciones de casas unifamiliares.